# الخلايا النخامية
الخلايا النخامية هي خلايا دبقية تتواجد في الغدة النخامية الخلفية. دورها الرئيسي هو المساعدة في تخزين وإطلاق الهرمونات النخامية العصبية.

عادة ماتظهر كبقع أرجوانية داكنه باستخدام صبغة الهيماتوكسيلين والأيوزين ، وهي من بين أسهل الهياكل للتحديد في المنطقة (الجزء العصبي من الغدة النخامية الخلفية).

## الوظيفة
تشبه الخلايا النجمية / الدبقية في الجهاز العصبي المركزي.

## الأهمية السريرية
يُعتقد أن سبب سرطان الغدة النخامية هو أورام في الخلايا النخامية.